# Венгрув (Нижньосілезьке воєводство)
Венгрув (пол. Węgrów) — село в Польщі, у гміні Длуголенка Вроцлавського повіту Нижньосілезького воєводства.
Населення — 268 осіб (2011).
У 1975-1998 роках село належало до Вроцлавського воєводства.

## Демографія
Демографічна структура станом на 31 березня 2011 року:
|          | Загалом | Допрацездатний вік | Працездатний вік | Постпрацездатний вік |
| -------- | ------- | ------------------ | ---------------- | -------------------- |
| Чоловіки | 134     | 21                 | 104              | 9                    |
| Жінки    | 134     | 26                 | 77               | 31                   |
| Разом    | 268     | 47                 | 181              | 40                   |